# Крозано (Тренто)
Крозано је насеље у Италији у округу Тренто, региону Трентино-Јужни Тирол.
Према процени из 2011. у насељу је живело 649 становника. Насеље се налази на надморској висини од 565 м.